# Power Rangers: Megaforce
A Power Rangers Megaforce (később Power Rangers Super Megaforce) amerikai gyerekeknek szóló televíziós sorozat, és a hosszú ideje futó népszerű Power Rangers franchise huszadik évadja. Amerikában 2013. február 2.-től 2014. november 22.-ig ment. Magyarországon még nem mutatták be.
Mint az összes eddigi Power Rangers sorozatnál, itt is öt tinédzser főhős áll a középpontban, akiket színes ruhás szuperhősökké képeznek ki adott mentoruk. Természetesen meg kell menteniük ezúttal is a világot a gonosztól. Ezúttal űrlények vették fel a gazfickók szerepét. Az első évadban simán csak Megaforce volt a sorozat címe, míg a második évadra átnevezték Super Megaforce-ra. A műsor 2 évadot élt meg 42 epizóddal. Ennek a sorozatnak, mint az összes eddigi Power Rangers műsornak, ennek is a híres főcímdal, a "Go Go Power Rangers" volt a zenéje. 23 perces egy epizód.

## Szereplők

### Főszereplő (Megaforce csapat)
| Szerep                                    | Színész              | Magyar hang |
| ----------------------------------------- | -------------------- | ----------- |
| Troy Burrows / Vörös Megaforce Ranger     | Andrew Gray          | ?           |
| Noah Carver / Kék Megaforce Ranger        | John Mark Loudermilk | ?           |
| Jake Holling / Fekete Megaforce Ranger    | Azim Rizk            | ?           |
| Gia Moran / Sárga Megaforce Ranger        | Ciara Hanna          | ?           |
| Emma Goodall / Rózsaszín Megaforce Ranger | Christina Masterson  | ?           |
| Robo Knight                               | Chris Auer           | ?           |

### Főszereplő (Super Megaforce csapat)
| Szerep                                          | Színész              | Magyar hang |
| ----------------------------------------------- | -------------------- | ----------- |
| Troy Burrows / Vörös Super Megaforce Ranger     | Andrew Gray          | ?           |
| Noah Carver / Kék Super Megaforce Ranger        | John Mark Loudermilk | ?           |
| Jake Holling / Zöld Super Megaforce Ranger      | Azim Rizk            | ?           |
| Gia Moran / Sárga Super Megaforce Ranger        | Ciara Hanna          | ?           |
| Emma Goodall / Rózsaszín Super Megaforce Ranger | Christina Masterson  | ?           |
| Orion / Ezüst Super Megaforce Ranger            | Cameron Jebo         | ?           |

### Mellékszereplők (Megaforce)
| Szerep        | Színész            | Magyar hang |
| ------------- | ------------------ | ----------- |
| Gosei         | Geoff Dolan        | ?           |
| Tensou        | Estevez Gillespie  | ?           |
| Mister Burley | Ian Harcourt       | ?           |
| Ernie         | Shailesh Prajapati | ?           |
| Jordan        | Joshua McKenzie    | ?           |
| Howie         | Cameron Bell       | ?           |
| Roy           | Alex MacDonald     | ?           |
| Barry         | Reece Rodewyk      | ?           |

### Mellékszereplők (Super Megaforce)
| Szerep                                   | Színész            | Magyar hang |
| ---------------------------------------- | ------------------ | ----------- |
| Gosei                                    | Geoff Dolan        | ?           |
| Tensou                                   | Estevez Gillespie  | ?           |
| Robo Knight                              | Chris Auer         | ?           |
| Mister Burley                            | Ian Harcourt       | ?           |
| Ernie                                    | Shailesh Prajapati | ?           |
| Mentor Ji                                | Rene Naufahu       | ?           |
| Jayden Shiba / Vörös Samurai Ranger      | Alex Heartman      | ?           |
| Casey Rhodes / Vörös Jungle Fury Ranger  | Jason Smith        | ?           |
| Tommy Oliver / Zöld Eredeti Ranger       | Jason David Frank  | ?           |
| Cassie Chan / Rozsaszin Space Ranger     | Patricia Ja Lee    | ?           |
| TJ Johnson / Kék Space Ranger            | Selwyn Ward        | ?           |
| Leo Corbett / Vörös Galaxy Ranger        | Danny Slavin       | ?           |
| Damon Henderson / Zöld Galaxy Ranger     | Reggie Rolle       | ?           |
| Karone / Rozsaszin Galaxy Ranger         | Melody Perkins     | ?           |
| Carter Grayson / Vörös Lightspeed Ranger | Sean CW Johnson    | ?           |
| Dana Mitchell / Vörös Lightspeed Ranger  | Alison MacInnis    | ?           |
| Wes Collins / Vörös Time Force Ranger    | Jason Faunt        | ?           |
| Mike / Zöld Szamuráj Ranger              | Hector David Jr.   | ?           |
| Emily / Sárga Szamuráj Ranger            | Brittany Pirtle    | ?           |

### Gonosztevők (Megaforce)
| Szerep         | Színész           | Magyar hang |
| -------------- | ----------------- | ----------- |
| Vrak           | Jason Hood        | ?           |
| Admiral Malkor | Campbell Cooley   | ?           |
| Creepox        | Mark Mitchinson   | ?           |
| Bigs           | Charlie McDermott | ?           |
| Bluefur        | Jay Simon         | ?           |
| Metal Alice    | Sophie Henderson  | ?           |
| Messenger      | Andrew Laing      | ?           |

### Gonosztevők (Super Megaforce)
| Szerep            | Színész             | Magyar hang |
| ----------------- | ------------------- | ----------- |
| Emperor Mavro     | Mike Drew           | ?           |
| Prince Vekar      | Stephen Butterworth | ?           |
| Damaras           | John Leigh          | ?           |
| Levira            | Rebecca Parr        | ?           |
| Argus             | Mark Wright         | ?           |
| Redker            | Adrian Smith        | ?           |
| Prince Vrak       | Jason Hood          | ?           |
| Sötét Robo Knight | Chris Auer          | ?           |

## Magyar változat
A szinkront az ? készítette.
- Magyar szöveg:
- Vágó:
- Hangmérnök:
- Operatív vezető:
- Szinkronrendező:
- Produkciós vezető:

További magyar hangok:

## Epizód

#### Power Rangers: Megaforce (20. évad 2013)
| Sor. | Év. | Cím                                | Rendező          | Író                             | Premier              |
| ---- | --- | ---------------------------------- | ---------------- | ------------------------------- | -------------------- |
| 746. | 1.  | "Mega Mission"                     | Jonathan Tzachor | James W. Bates                  | 2013. február 2.     |
| 747. | 2.  | "He Blasted Me with Science"       | Jonathan Tzachor | David McDermott                 | 2013. február 9.     |
| 748. | 3.  | "Going Viral"                      | Jonathan Brough  | Marc Handler                    | 2013. február 16.    |
| 749. | 4.  | "Stranger Ranger"                  | Jonathan Brough  | Seth Walther                    | 2013. február 23.    |
| 750. | 5.  | "United We Stand"                  | Jonathan Brough  | Jill Donnellan                  | 2013. március 2.     |
| 751. | 6.  | "Harmony and Dizchord"             | James Barr       | Seth Walther                    | 2013. március 9.     |
| 752. | 7.  | "Who's Crying Now?"                | Jonathan Tzachor | Seth Walther                    | 2013. március 16.    |
| 753. | 8.  | "Robo Knight"                      | Jonathan Tzachor | Marc Handler                    | 2013. március 30.    |
| 754. | 9.  | "Prince Takes Knight"              | Jonathan Tzachor | David McDermott & Seth Walther  | 2013. április 6.     |
| 755. | 10. | "Man and Machine"                  | John Laing       | Seth Walther                    | 2013. szeptember 7.  |
| 756. | 11. | "Ultra Power"                      | John Laing       | Jim Peronto                     | 2013. szeptember 14. |
| 757. | 12. | "Last Laugh"                       | John Laing       | Jill Donnellan                  | 2013. szeptember 28. |
| 758. | 13. | "Dream Snatcher"                   | Yuji Noguchi     | Jill Donnellan & James W. Bates | 2013. október 5.     |
| 759. | 14. | "Gosei Ultimate"                   | Yuji Noguchi     | Marc Handler                    | 2013. október 12.    |
| 760. | 15. | "Raising Spirits"                  | James Barr       | Jim Peronto                     | 2013. október 19.    |
| 761. | 16. | "The Human Factor"                 | Yuji Noguchi     | David McDermott                 | 2013. október 26.    |
| 762. | 17. | "Rico the Robot"                   | Yuji Noguchi     | Jill Donnellan                  | 2013. november 2.    |
| 763. | 18. | "Staying on Track"                 | James Barr       | Jim Peronto                     | 2013. november 9.    |
| 764. | 19. | "The Human Condition"              | James Barr       | David McDermott                 | 2013. november 16.   |
| 765. | 20. | "The Messenger"                    | John Laing       | Marc Handler                    | 2013. november 23.   |
| 766. | 21. | "End Game"                         | John Laing       | Seth Walther                    | 2013. november 30.   |
| 767. | 22. | "The Robo Knight Before Christmas" | James Barr       | James W. Bates                  | 2013. december 7.    |

#### Power Rangers: Super Megaforce (21. évad 2014)
| Sor. | Év. | Cím                                       | Rendező          | Író                       | Premier              | Nézettség   |
| ---- | --- | ----------------------------------------- | ---------------- | ------------------------- | -------------------- | ----------- |
| 768. | 1.  | "Super Megaforce"                         | James Barr       | James W. Bates            | 2014. február 15.    | 2,14 millió |
| 769. | 2.  | "Earth Fights Back"                       | James Barr       | Jill Donnellan            | 2014. február 22.    | 1,90 millió |
| 770. | 3.  | "Blue Saber Saga"                         | Yuji Noguchi     | Jason Smith               | 2014 március 1.      | 1,81 millió |
| 771. | 4.  | "A Lion's Alliance"                       | Charlie Haskell  | Jim Peronto & Amira Lopez | 2014 március 8.      | 2,05 millió |
| 772. | 5.  | "Samurai Surprise"                        | Yuji Noguchi     | Jason Smith               | 2014 március 15.     | 2,24 millió |
| 773. | 6.  | "Spirit of the Tiger"                     | Yuji Noguchi     | Samuel P. McLean          | 2014 március 22.     | 1,72 millió |
| 774. | 7.  | "Silver Lining", Part I                   | Charlie Haskell  | Seth Walther              | 2014. április 5.     | 1,61 millió |
| 775. | 8.  | "Silver Lining", Part II                  | Charlie Haskell  | Jill Donnellan            | 2014. április 12.    | 1,47 millió |
| 776. | 9.  | "Power of Six"                            | James Barr       | Jason Smith               | 2014. április 30.    | 1,50 millió |
| 777. | 10. | "The Perfect Storm"                       | Jonathan Tzachor | Jim Peronto               | 2014. szeptember 6.  | 1,52 millió |
| 778. | 11. | "Love Is in the Air"                      | James Barr       | Jill Donnellan            | 2014. szeptember 13. | 1,12 millió |
| 779. | 12. | "United as One"                           | James Barr       | Seth Walther              | 2014. szeptember 27. | 1,34 millió |
| 780. | 13. | "The Grass is Always Greener... or Bluer" | Charlie Haskell  | David Schneider           | 2014. október 4.     | 1,53 millió |
| 781. | 14. | "In the Driver's Seat"                    | Charlie Haskell  | Seth Walther              | 2014. október 11.    | 1,56 millió |
| 782. | 15. | "All Hail Prince Vekar"                   | Charlie Haskell  | Jason Smith               | 2014. október 18.    | 1,41 millió |
| 783. | 16. | "Vrak Is Back", Part I                    | James Barr       | James W. Bates            | 2014. október 25.    | 1,35 millió |
| 784. | 17. | "Vrak Is Back", Part II                   | James Barr       | James W. Bates            | 2014. november 1.    | 1,59 millió |
| 785. | 18. | "Emperor Mavro"                           | Charlie Haskell  | Jill Donnellan            | 2014. november 8.    | 1,10 millió |
| 786. | 19. | "The Wrath"                               | Charlie Haskell  | Seth Walther              | 2014. november 15.   | 1,76 millió |
| 787. | 20. | "Legendary Battle"                        | Charlie Haskell  | Seth Walther              | 2014. november 22.   | 1,89 millió |

#### Power Rangers: Super Megaforce különkiadás (21. évad 2014)
| Sor. | Év. | Cím                                      | Rendező         | Író          | Premier            | Nézettség |
| ---- | --- | ---------------------------------------- | --------------- | ------------ | ------------------ | --------- |
| 0.   | 1.  | "The Legendary Battle: Extended Edition" | Charlie Haskell | Seth Walther | 2014. november 24. | N/A       |